# 1985 RD3
1985 RD3 är en asteroid i huvudbältet som upptäcktes den 6 september 1985 av den belgiske astronomen Henri Debehogne vid La Silla-observatoriet.
Asteroiden har en diameter på ungefär 3 kilometer.